# Cumignano sul Naviglio
Cumignano sul Naviglio là một đô thị ở tỉnh Cremona, vùng Lombardia của Italia, có vị trí cách khoảng 50 km về phía đông của Milan và khoảng 30 km về phía tây bắc của Cremona. Tại thời điểm ngày 31 tháng 12 năm 2004, đô thị này có dân số 414 người và diện tích là 6,6 km².
Cumignano sul Naviglio giáp các đô thị: Genivolta, Salvirola, Soncino, Soresina, Ticengo, Trigolo.